# Frenchy de Tremaudan
Gilles Armand René Frenchy de Trémaudan, även Gilles de Tremaudan, född 9 mars 1909 i Kanada, död 24 november 1988 i Napa County i USA, var en amerikansk animatör och manusförfattare, som jobbade hos Walt Disney.

## Biografi
de Tremaudan började animera tecknad film redan som 15-åring och fick anställning på Walt Disney Animation Studios våren 1929 som animatör. Där kom han att animera ett flertal kortfilmer fram till 40-talet då han började som manusförfattare till långfilmer, bland annat Peter Pan 1953.
Under andra världskriget blev de Tremaudan munk.
Han var från 1975 till sin död bosatt i San Jose.

## Filmografi (i urval)
Källa: 
- 1930 – Musse Pigg i det gröna
- 1931 – Musse Pigg i världsvimlet
- 1931 – Musse Pigg som dirigent
- 1932 – Musse Pigg på andjakt
- 1932 – Nallar på äventyr
- 1932 – Musse Piggs mardröm
- 1932 – Vägen till ena nyckelpigo
- 1932 – The Klondike Kid
- 1932 – En riktig hundjul
- 1933 – Hund och katt
- 1933 – Ett resande teatersällskap
- 1933 – Den mekaniske boxaren
- 1933 – I jättarnas land
- 1934 – Herrskap i frack
- 1935 – Musse Piggs trädgård
- 1936 – Musse Piggs rival
- 1937 – Älgjakten
- 1937 – Klockan klickar
- 1937 – Plutos femlingar
- 1938 – Båtbyggarna
- 1938 – Musse Pigg på camping

### som manusförfattare
- 1940 – Kalle Anka som brandsoldat
- 1942 – Bambi[3]
- 1953 – Peter Pan[3]